# Драгослав Ј. Поповић
Драгослав Поповић (Зајечар, 16. август 1878 – Београд, 14. децембар 1928) био је лекар нефролог, санитетски бригадни генерал, начелник Санитетског одељења V армијске области.

## Живот и рад
Драгослав Поповић је рођен у Зајечару 16. августа 1878. године. Отац му је био Јанићије Јоца Поповић директор гимназије у Крушевцу. Медицину је завршио 1904. године на Војно-Медицинској Академију у Петровграду. Специјализирао је нефрологију. По повратку у Србију примљен је у војску у чину поручника и постављен је на место трупног лекара XI пешадијског пука „Карађорђе“ у Нишу 21. септембра 1904. године. Након тога, 31. марта 1907. године, премештен је у Тимочку сталну војну болницу. Почетком 1908. године одлази у Петровград на специјализацију хирургије. После завршене специјализације и повратка у земљу добија чин капетана и постављен је 16. априла 1911. године за трупног лекара XIV пешадијског пука и управника Књажевачке привремене војне болнице. По потреби службе 14. марта 1912, пребачен је у Моравску сталну војну болницу.
У Балканским ратовима учествује као пуковски лекар XIV пешадијског пука, где издржава све ратне напоре. У Првом светском рату био је командир завојишта и референт дивизијског санитета Дунавске дивизије, где са својом дивизијом издржава тешке борбе у Гучеву код Пожаревца. На фронту је др Драгослав Поповић оболео од пегавца и једва је преживео. Када су се на Крфу 1916. године бирали официри који ће ићи у Русију, др Драгослав Поповић се јавио као добровољац. У Русији је био референт санитета Српске добровољачке дивизије. Волео је Русију и желео је још једном да је види. По повратку из Русије одлази на Солунски фронт, где као референт дивизијског санитета Југословенске дивизије учествује у великој офанзиви 1918. године. Седам година ратовања, стално на фронту, и ратне заразе које је прележао (маларију, колеру и пегавац) остављају јасне трагове на његовом организму. Његов дух и његова несаломљива енергија остају неповређени.
После рата 22. маја 1920. године постављен је за референта санитета Потиске дивизијске области. Крајем године унапређен је у чин пуковника. Средином марта 1922. године постављен је за лекара Команде места у Београду, a 19. маја 1922. године постављен је за референта санитета Дунавске дивизијске области и за сталног члана Војно-Санитетског Комитета. Од 15. марта 1923. године др Поповић је шеф Личног одсека Санитетске инспекције. Решењем војног министра санитетски пуковник др Драгослав Поповић постављен је за сталног члана испитне комисије (поред редовне дужности) за чин санитетског мајора за школску 1924/1925. годину. Поред њега у комисији су се налазили и санитетски пуковници др Жарко Рувидић и др Ђорђе Протић. Александар I Карађорђевић 1. децембра 1925. године, а на предлог министра Војске и Морнарице унапређује др Драгослава Поповића у чин санитетског бригадног ђенерала. Начелник Санитетског одељења команде V армијске области постаје 16. априла 1927. године. Пензионисан је 11. јуна 1927. године.
После пензионисања наставио је са личном праксом, лечећи и помажући сиромашне грађане београдске општине Палилуле. Највише је помагао деци. Као лекар био је одан послу и пун пожртвовања. Остао је упамћен као добротвор Палилулаца. У знак захвалности велики број становник Палилуле тражило је од Одбора да се једна улица назове по др Драгославу Поповићу, који је бесплатно лечио и помагао сиротињу. Одбор је већином гласова на челу са др Лазаром Генчићем једну од улица на Палилули назвао по др Драгославу Поповићу.
Др Драгослав Поповић био је дугогодишњи представик Црвеног крста, члан Српског Лекарског друштва, члан Лекарске коморе. Његове критике на скупштинама Црвеног крста, Лекарске коморе, Српског Лекарског друштва биле су оштре, али из поштене намере да се поправи оно што није добро и да се створи нешто боље, савременије.
Био је почасни председник Академског певачког друштва „Обилић”, хонорарни наставник Војно-Санитетске школе, стални члан Санитетског комитета. Написао је велики број стручних и научних радова који су излазили у домаћим и страним чсописима, у Српском архиву, Војно-медицинском гласнику.
Др Драгослав Поповић умро је изненада у Београду 14. децембра 1928. године. Сахрањен је на Новом гробљу. Сахрани је присуствовао велики број грађана. Међу њима су били становници Палилуле, мајке са децом које је др Поповић лечио, војници, другови, дванест генерала, лекари, професори, познаници, сарадници. Др Влада Станојевић, др Михајло Станојевић, санитетски генерал др Жарко Рувидић опростили су се топлим и другарским говорима. Др Влада Станојевић је рекао:
| „ | „Он је био прави човек, и то је била његова најмаркантнија одлика. Он је имао дубоко усађено осећање према човеку, а нарочито према слабом човеку. Он је одувек највише пацијената имао међу сиротињом, највише пријатеља међу рањеним и болесним војницима, а због те урођене добродетељи једно ретко и изузетно племенито осећање према братском болу Руса у нашој земљи. У друтарство је уносио сву своју отворену душу и ванредну, добро познату ведрину”. | ” |

Захвални пацијенти и сиротиња коју је др Поповић увек помагао и лечио, основали су 1. јуна 1929. године Фонд „Др Драгослав Поповић” ради помагања и одевања сироте деце.

## Одликовања
- Златна медаља за храброст
- Орден Светог Саве V степена
- Орден Белог орла V степена
- Орден Белог орла са мачевима V степена
- Орден Светог Саве IV степена